# ادبیات داستانی آرمان‌شهری و ویران‌شهری

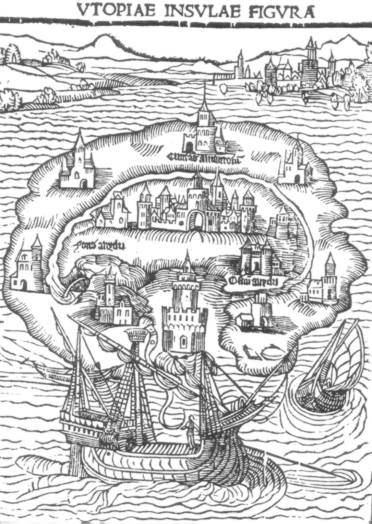
نمادی از ادبیات داستانی آرمان‌شهری و ویران‌شهری

ادبیات داستانی آرمان‌شهری و ویران‌شهری گونه‌ای از ادبیات گمانه‌زن است که در آن ساختارهای اجتماعی و سیاسی مورد بررسی قرار می‌گیرد. ادبیات داستانی آرمان‌شهری محیطی را به تصویر می‌کشد که با اتوس نویسنده تطابق دارد و شامل شاخصه‌های مختلفی از واقعیت دیگر است که برای خوانندگان جذابیت دارد. ادبیات داستانی ویران‌شهری برخلاف آن است و محیطی را به تصویر می‌کشد که کاملاً مخالف با اتوس نویسنده است. برخی رمان‌ها هر دو ژانر را ترکیب می‌کنند و اغلب به عنوان استعاره‌ای برای جهت‌هایی که بشریت با توجه به انتخاب‌هایش می‌تواند برگزیند به کار می‌رود که در نهایت آینده‌اش به یکی از این دو آیندهٔ ممکن منتهی می‌شود. هر دو ژانر آرمان‌شهر و ویران‌شهر معمولاً هم در داستان‌های علمی-تخیلی و هم در دیگر ژانرهای ادبیات گمانه‌زن یافت می‌شوند. ملینا